# 東浦利夫
東浦 利夫（とううら としお、1935年12月3日 - 2024年2月6日）は、日本の経営者。蝶理社長を務めた。

## 経歴
東京都出身。1958年に東京大学法学部を卒業し、同年に東レに入社。
1989年6月に取締役に就任し、1991年6月に常務、1992年6月に蝶理副社長を経て、2001年6月に社長に就任し、2003年4月までに務めた。
2024年2月6日、肺炎のため死去。88歳没。